# Pinanggiripan
Pinanggiripan is een bestuurslaag in het regentschap Asahan van de provincie Noord-Sumatra, Indonesië. Pinanggiripan telt 1842 inwoners (volkstelling 2010).